# Techniki operacyjne
Techniki operacyjne – zespół technik i metod służących służbom specjalnym do pozyskiwania niejawnych informacji, ochrony własnych informacji niejawnych, infiltrowania i sekretnego sterowania grupami ludzi oraz prowadzenia różnego rodzaju działań dywersyjno-szpiegowskich.
Techniki te można podzielić na:
- techniki służące pozyskiwaniu informacji takie jak:
  - podsłuch elektroniczny – czyli zbieranie informacji z użyciem zaawansowanych technologii elektronicznych, od zwykłego podsłuchu radiowego, przez analizę danych zbieranych przez satelity, po automatyczne systemy gromadzenia informacji z ogólnodostępnych sieci takich jak telefony i internet
  - inwigilacja – czyli wszechstronna, bezpośrednia obserwacja podejrzanych osób przez zespoły funkcjonariuszy / żołnierzy operacyjnych (śledzenie, podsłuch bezpośredni itp.)
  - agentura – tworzenie siatek agentów
  - bezpośrednie wykradanie informacji niejawnych (np. włamania do archiwów)
  - przesyłka niejawnie nadzorowana

- techniki służące do ochrony własnych informacji:
  - rozwijanie i kontrola nad systemami technik szyfrowania danych
  - dezinformacja (prowadzenie gier szpiegowskich, celowe rozpowszechnianie fałszywych informacji)

- techniki typowo policyjne:
  - zakup kontrolowany
  - prowokacja policyjna (prowokator)
  - przesłuchania

- techniki dywersyjne:
  - aktywna agentura (sterowanie agentami na wysokich stanowiskach)
  - skrytobójstwo
  - przekupstwo
  - zagłuszanie i aktywna dezinformacja
  - prowadzenie działań propagandowych
  - bezpośrednie działania dywersyjne (niszczenie kluczowych elementów infrastruktury, zatruwanie wody i gleby itp.)

W Polsce uprawnionymi instytucjami do stosowania technik operacyjnych są: Policja, Straż Graniczna, Żandarmeria Wojskowa, Agencja Bezpieczeństwa Wewnętrznego, Agencja Wywiadu, Służba Kontrwywiadu Wojskowego, Służba Wywiadu Wojskowego, Centralne Biuro Antykorupcyjne, Służba Celno-Skarbowa.